# Mightiest Hits
Mightiest Hits è una raccolta della band power metal italiana Kaledon, pubblicato il 31 gennaio 2012 per la Scarlet Records.

## Tracce
01 Steel Maker - 04:28
02 In Search of Kaledon - 03:38
03 Desert Land of Warriors - 05:34
04 The New Kingdom - 04:30
05 A Frozen Dawn - 04:54
06 Mighty Son of the Great Lord - 05:41
07 Great Night in the Land - 04:00
08 Clash of the Titans - 04:34
09 New King of Kaledon - 03:31
10 The End of the Green Power - 04:19
11 The God Beyond the Man - 04:54
12 Surprise Impact - 04:20
13 Demons Away - 05:42

## Formazione
Marco Palazzi - voce
Alex Mele - chitarra solista
Tommy Nemesio - chitarra ritmica
Daniele Fuligni - tastiera
Paolo Lezziroli - basso
David Folchitto - batteria